# Microstylum pauliani
Microstylum pauliani là một loài ruồi trong họ Asilidae. Microstylum pauliani được Timon-David miêu tả năm 1952. Loài này phân bố ở vùng nhiệt đới châu Phi.